# Seriatopora caliendrum
Seriatopora caliendrum är en korallart som beskrevs av Ehrenberg 1834. Seriatopora caliendrum ingår i släktet Seriatopora och familjen Pocilloporidae. IUCN kategoriserar arten globalt som nära hotad. Inga underarter finns listade i Catalogue of Life.